# Europese kampioenschappen inlineskaten 2021
De Europese kampioenschappen inline-skaten 2021 werden van 18 tot en met 15 juli gehouden in het Portugese Canelas en Estarreja. Het was de twee-en-dertigste editie van het Europees kampioenschap sinds de invoering van de inline-skates. De 500 meter gemengd was een nieuw onderdeel.

## Medailleverdeling

### Mannen
| Piste                      | Piste             | Piste              | Piste              |
| Afstand                    | Goud ·            | Zilver ·           | Brons ·            |
| -------------------------- | ----------------- | ------------------ | ------------------ |
| 200m Tijdrit               | Duccio Marsili    | Gwendal Le Pivert  | Simon Albrecht     |
| 500m Sprint                | Gwendal Le Pivert | Simon Albrecht     | Duccio Marsili     |
| 1000m Sprint               | Duccio Marsili    | Gwendal Le Pivert  | Giuseppe Bramante  |
| 10.000m Punten-/afvalkoers | Diogo Marreiros   | Martin Ferrié      | Felix Rijhnen      |
| 10.000m Afvalkoers         | Diogo Marreiros   | Jason Suttels      | Martin Ferrié      |
| 3000m Aflossing            | Italië            | Spanje             | Nederland          |
| Weg                        |                   |                    |                    |
| Afstand                    | Goud ·            | Zilver ·           | Brons ·            |
| 100m Tijdrit               | Ioseba Fernández  | Vincenzo Maiorca   | João Afonso        |
| Lap Sprint                 | Duccio Marsili    | Yvan Sivilier      | Rémon Kwant        |
| 10.000m Puntenkoers        | Diogo Marreiros   | Patxi Peula        | Nolan Beddiaf      |
| 15.000m Afvalkoers         | Diogo Marreiros   | Giuseppe Bramante  | Daniele di Stefano |
|                            |                   |                    |                    |
| 42.195m Marathon           | Nolan Beddiaf     | Daniele di Stefano | Felix Rijhnen      |

### Vrouwen
| Piste                      | Piste             | Piste             | Piste              |
| Afstand                    | Goud ·            | Zilver ·          | Brons ·            |
| -------------------------- | ----------------- | ----------------- | ------------------ |
| 200m Tijdrit               | Mathilde Pedronno | Laethisia Schimek | Asja Varani        |
| 500m Sprint                | Mathilde Pedronno | Laethisia Schimek | Linda Rossi        |
| 1000m Sprint               | Marie Dupuy       | Laethisia Schimek | Ana Humanes        |
| 10.000m Punten-/afvalkoers | Linda Rossi       | Marine Lefeuvre   | Josie Hofmann      |
| 10.000m Afvalkoers         | Linda Rossi       | Marine Lefeuvre   | Marie Dupuy        |
| 3000m Aflossing            | Duitsland         | Frankrijk         | Italië             |
| Weg                        |                   |                   |                    |
| Afstand                    | Goud ·            | Zilver ·          | Brons ·            |
| 100m Tijdrit               | Mathilde Pedronno | Alice Fracassetto | Maëlle Laune       |
| Lap Sprint                 | Mathilde Pedronno | Laethisia Schimek | Linda Rossi        |
| 10.000m Puntenkoers        | Marine Lefeuvre   | Josie Hofmann     | Federica di Natale |
| 15.000m Afvalkoers         | Marie Dupuy       | Josie Hofmann     | Linda Rossi        |
|                            |                   |                   |                    |
| 42.195m Marathon           | Marine Lefeuvre   | Josie Hofmann     | Katharina Rumpus   |

### Gemengd
| Piste        | Piste     | Piste     | Piste     |
| Afstand      | Goud ·    | Zilver ·  | Brons ·   |
| ------------ | --------- | --------- | --------- |
| 500m Gemengd | Frankrijk | Nederland | Duitsland |

### Medaillespiegel
Dit is de medaillespiegel van de wedstrijden van het hoofdtoernooi (senioren).
| Plaats | Land      | Goud | Zilver | Brons | Totaal |
| 1      | Frankrijk | 11   | 7      | 4     | 22     |
| 2      | Italië    | 6    | 4      | 9     | 19     |
| 3      | Portugal  | 4    | 0      | 1     | 5      |
| 4      | Duitsland | 1    | 8      | 6     | 15     |
| 5      | Spanje    | 1    | 2      | 1     | 4      |
| 6      | Nederland | 0    | 1      | 2     | 3      |
| 7      | België    | 0    | 1      | 0     | 1      |
| Totaal | Totaal    | 23   | 23     | 23    | 69     |

Pico 1989 · 
Inzell 1990 · 
Pineto 1991 · 
Acireale 1992 · 
Valence d'Agen 1993 · 
Pamplona 1994 · 
Praia da Vitória 1995 · 
Saint-Brieuc 1996 · 
Roseto 1997 · 
Coulaines 1998 · 
Zandvoorde 1999 · 
Latina 2000 · 
Paços de Ferreira 2001 · 
Valence d'Agen 2002 · 
Padua 2003 · 
Heerde/Groningen 2004 · 
Juterborg 2005 · 
Cassano d'Adda 2006 · 
Oporto 2007 · 
Gera 2008 · 
Oostende 2009 · 
San Benedetto del Tronto 2010 ·
Heerde/Zwolle 2011 · 
Szeged 2012 · 
Almere 2013 · 
Geisingen 2014 · 
Wörgl/Innsbruck 2015 ·
Heerde/Steenwijk 2016 · 
Lagos 2017 · 
Oostende 2018 · 
Pamplona 2019 · 
Canelas 2021 · 
L'Aquila 2022 · 
Valence d'Agen 2023 · 
Oostende 2024